# QGIS
QGIS (precedentemente Quantum GIS è un GIS libero e open source. Applicazione desktop, QGIS permette di visualizzare, organizzare, analizzare e rappresentare dati spaziali. È il software GIS open source più diffuso al mondo.
QGIS è mantenuto da una comunità di sviluppatori che pubblicano una nuova versione ogni 4 mesi circa e una Long Time Release (LTR) ogni anno secondo la roadmap del progetto. L'interfaccia è tradotta in 48 lingue.

## Generalità
QGIS è un software GIS (Geographic Information System), che permette di analizzare ed editare dati spaziali e di generare cartografia. QGIS supporta sia dati vettoriali che raster oltre che i principali database spaziali come PostgreSQL/PostGIS o Spatialite. La forza di QGIS, inoltre, è che integra al suo interno gli algoritmi di processing di altri progetti open source, come GRASS GIS e SAGA GIS, in una interfaccia intuitiva.
Il software viene pubblicato come multipiattaforma e dal sito possono essere scaricate le compilazioni per macOS, Linux, UNIX, Microsoft Windows e Android.
Essendo distribuito come pacchetto Open Source, il codice sorgente di QGIS è liberamente messo a disposizione dagli sviluppatori e può essere scaricato e modificato. Il cuore di QGIS è scritto in C++ e supporta pienamente Python 3. Questo permette la sua riprogrammazione per rispondere a specifiche esigenze. Per aumentare le funzionalità e la compatibilità possono altresì essere compilati dei plugin in Python, piccole estensioni caricate al momento del lancio del programma che ne estendono le funzioni.

## Sviluppo
QGIS è nato nel 2002 grazie all'intuizione di Gary Sherman, a cui serviva semplicemente un visualizzatore per i dati PostGIS. Tuttavia il progetto prese immediatamente piede e nel 2007 è stato incubato dall' Open Source Geospatial Fundation. La versione 1.0 di Quantum GIS è stata pubblicata nel gennaio 2009, mentre nel 2013, con la distribuzione della versione 2.0, ha cambiato nome diventando QGIS. Un altro cambio importante nello sviluppo del software è avvenuto con la versione 3.0 in cui Python 2 viene sostituito con Python 3.
In Italia esiste la comunità di utenti e sviluppatori, QGIS Italia, che fornisce assistenza agli utenti tramite la Mailing List, pagina Facebook e Canale Telegram. Inoltre la comunità Italiana organizza ogni anno eventi come i Contributors Meeting, QGIS Day e un SummerCamp, con l'obiettivo di diffondere la cultura del software geografico libero in Italia.

## Caratteristiche tecniche

### Panoramica delle funzioni
QGIS permette di far confluire dati provenienti da diverse fonti (vedi Formati) in un unico progetto di analisi territoriale. I dati, divisi in Layers, possono essere analizzati e da essi viene creata l'immagine mappa con il graficismo che può essere personalizzato dall'utente ed eventualmente rispondere alle analisi tipiche del GIS - gradazione di colori, sfumatura di colore, valore unico.
La mappa può essere arricchita da icone e da etichette dipendenti dagli attributi degli elementi cartografici.
Un sistema di scripting può essere invocato per gestire operazioni ripetitive sui dati.
Se installato il supporto GRASS, i Tools di GRASS sono richiamabili da QGIS per essere applicati sui dati del progetto.
I dati possono essere riproiettati dinamicamente.

### Installazione
L'installazione di QGIS è molto semplice, per gli utenti di Windows sono disponibili gli installer stand-alone o il tool Osgeo4W che permette un'installazione avanzata dei pacchetti e permette il controllo sulle versioni del software e delle relative librerie.

### Formati supportati

#### Vettoriali
- ESRI ArcInfo Binary Coverage
- ESRI Shapefile, default salvataggio vettoriali
- Geopackage
- MapInfo .TAB e MIF/MID
- GRASS Vector
- AutoCAD DXF

#### Raster
- TIFF/GeoTIFF
- GRASS Raster
- ArcInfo ASCII o Binary grid
- ERDAS Imagine
- ERMapper ECW
- USGS DEM (SDTS e ASCII)
- JPEG/Jpeg 2000
- ... molti altri ancora, vedi lista completa su http://www.gdal.org/formats_list.html

#### DBRMS con estensione spaziale
- PostgreSQL PostGIS
- SQLite Spatialite
- Database Oracle Spatial e MSSQL Spatial

### Plugin
Al momento sono supportati più di 400 plugin.
Se un plugin risulta essere particolarmente stabile, utile ed utilizzato è probabile che venga incluso nell'installazione base delle future versioni di QGIS.
Un esempio è il plugin Processing prima conosciuto come Sextante. Processing integra gli algoritmi di altri software e li rende disponibili nell'interfaccia di QGIS. Alcuni di questi software sono:
- SAGA GIS
- TauDem
- GRASS (con QGis 2.14 le funzionalità di GRASS 7 sono completamente supportate)
- R

## Cronologia delle versioni
| Versione                                                                              | Nome in codice   | Data              | Cambiamenti significativi |
| ------------------------------------------------------------------------------------- | ---------------- | ----------------- | --- |
| 0.0.1-alpha                                                                           |                  | luglio 2002       | Importare e visualizzare i dati provenienti da PostGIS                                                                                                   |
| 0.0.3-alpha                                                                           |                  | 10 agosto 2002    | Aggiunto il supporto per shapefile e altri formati vettoriali.                                                                                           |
| 0.0.4-alpha                                                                           |                  | 15 agosto 2002    | Migliorata la gestione dei layers e visualizzare le proprietà di una finestra di dialogo.                                                                |
| 0.0.5-alpha                                                                           |                  | 5 ottobre 2002    | Correzioni di bug e migliorata la stabilità, possibilità di impostare la larghezza delle linee, e migliorato lo zoom in / out.                           |
| 0.0.6                                                                                 |                  | 24 novembre 2002  | Miglioramenti per le connessioni PostGIS, strato di identificare la funzione aggiunto, e la capacità di visualizzare e ordinare tabelle degli attributi. |
| 0.0.7                                                                                 |                  | 30 novembre 2002  | |
| 0.0.8                                                                                 |                  | 11 dicembre 2002  | |
| 0.0.9                                                                                 |                  | 25 gennaio 2003   | |
| 0.0.10                                                                                |                  | 13 maggio 2003    | |
| 0.0.11                                                                                |                  | 10 giugno 2003    | |
| 0.0.12                                                                                |                  | 10 giugno 2003    | |
| 0.0.13                                                                                |                  | 8 dicembre 2003   | |
| 0.1pre1                                                                               |                  | 14 febbraio 2004  | |
| 0.1                                                                                   | Moroz            | 25 febbraio 2004  | |
| 0.2                                                                                   | Pumpkin          | 26 aprile 2004    | |
| 0.3                                                                                   | Madison          | 28 maggio 2004    | |
| 0.4                                                                                   | Baby             | 4 luglio 2004     | |
| 0.5                                                                                   | Bandit           | 5 ottobre 2004    | |
| 0.6                                                                                   | Simon            | 19 dicembre 2004  | |
| 0.7                                                                                   | Seamus           |                   | |
| 0.7.3                                                                                 |                  | 11 ottobre 2005   | |
| 0.8                                                                                   |                  | 7 gennaio 2007    | |
| 0.8.1                                                                                 | Titan            | 15 giugno 2007    | |
| 0.9.0                                                                                 |                  | 26 ottobre 2007   | |
| 0.9.1                                                                                 | Ganymede         | 6 gennaio 2008    | |
| 0.10                                                                                  | Io               | 3 maggio 2008     | |
| 0.11                                                                                  | Metis            | 21 luglio 2008    | |
| 1.0                                                                                   | Kore             | 5 gennaio 2009    | |
| 1.1                                                                                   | Pan              | 12 maggio 2009    | |
| 1.2                                                                                   | Daphnis          | 1º settembre 2009 | |
| 1.3                                                                                   | Mimas            | 20 settembre 2009 | |
| 1.4                                                                                   | Enceladus        | 10 gennaio 2010   | |
| 1.5                                                                                   | Tethys           | 29 luglio 2010    | |
| 1.6                                                                                   | Copiapó          | 27 novembre 2010  | |
| 1.7                                                                                   | Wrocław          | 19 giugno 2011    | |
| 1.8                                                                                   | Lisboa           | 21 giugno 2012    | |
| 2.0.0-2.0.1                                                                           | Dufour           | 8 settembre 2013  | Nuova API per i dati vettoriali, integrazione del geo processore SEXTANTE, revisionate simbologia e etichette. 2.0 changelog                             |
| 2.2                                                                                   | Valmiera         | 22 febbraio 2014  | 2.2 changelog |
| 2.4                                                                                   | Chugiak          | 27 giugno 2014    | 2.4 changelog |
| 2.6                                                                                   | Brighton         | 1º novembre 2014  | 2.6 changelog |
| 2.8.0 LTR                                                                             | Wien             | 20 febbraio 2015  | 2.8 changelog. Ultima versione = 2.8.9 - 30 aprile 2016.                                                                                                 |
| 2.10                                                                                  | Pisa             | 26 giugno 2015    | 2.10 changelog |
| 2.12                                                                                  | Lyon             | 23 ottobre 2015   | 2.12 changelog |
| 2.14 LTR                                                                              | Essen            | 29 febbraio 2016  | 2.14 changelog. Ultima versione = 2.14.22 - 20 gennaio 2018.                                                                                             |
| 2.16                                                                                  | Nødebo           | 8 luglio 2016     | 2.16 changelog |
| 2.18 LTR                                                                              | Las Palmas       | 21 ottobre 2016   | Release finale nella serie 2.0. Basato su Qt4, Python 2.7. Ultima versione = 2.18.28 - 18 gennaio 2019.                                                  |
| 3.0                                                                                   | Gerona           | 23 febbraio 2018  | Basato su Qt5, PyQt5, e Python 3. 3.0 changelog |
| 3.2                                                                                   | Bonn             | 29 giugno 2018    | 3.2 changelog |
| 3.4 LTR                                                                               | Madeira          | 26 ottobre 2018   | 3.4 changelog. Ultima versione = 3.4.15 - 17 gennaio 2020.                                                                                               |
| 3.6                                                                                   | Noosa            | 22 febbraio 2019  | 3.6 changelog |
| 3.8                                                                                   | Zanzibar         | 21 giugno 2019    | 3.8 changelog |
| 3.10 LTR                                                                              | A Coruña         | 25 ottobre 2019   | 3.10 changelog. Ultima versione = 3.10.14 - 15 gennaio 2021.                                                                                             |
| 3.12                                                                                  | București        | 21 febbraio 2020  | 3.12 changelog |
| 3.14                                                                                  | Pi               | 19 giugno 2020    | 3.14 changelog |
| 3.16 LTR                                                                              | Hannover         | 23 ottobre 2020   | 3.16 changelog. Ultima versione = 3.16.16 - 14 gennaio 2022.                                                                                             |
| 3.18                                                                                  | Zürich           | 19 febbraio 2021  | 3.18 changelog |
| 3.20                                                                                  | Odense           | 18 giugno 2021    | 3.20 changelog |
| 3.22 LTR                                                                              | Białowieża       | 22 ottobre 2021   | 3.22 changelog. Ultima versione = 3.22.16 - 3 febbraio 2023.                                                                                             |
| 3.24                                                                                  | Tisler           | 18 febbraio 2022  | 3.24 changelog |
| 3.26                                                                                  | Buenos Aires     | 17 giugno 2022    | 3.26 changelog |
| 3.28 LTR                                                                              | Firenze          | 21 ottobre 2022   | 3.28 changelog. Ultima versione = 3.28.15 - 19 gennaio 2024.                                                                                             |
| 3.30                                                                                  | 's-Hertogenbosch | 3 marzo 2023      | 3.30 changelog |
| 3.32                                                                                  | Lima             | 23 giugno 2023    | 3.32 changelog |
| 3.34 LTR                                                                              | Prizren          | 27 ottobre 2023   | 3.34 changelog. Ultima versione = 3.34.15 - 17 gennaio 2025.                                                                                             |
| 3.36                                                                                  | Maidenhead       | 23 febbraio 2024  | 3.36 changelog |
| 3.38                                                                                  | Grenoble         | 21 giugno 2024    | 3.38 changelog |
| 3.40 LTR                                                                              | Bratislava       | 25 ottobre 2024   | 3.40 changelog. Ultima versione = 3.40.19 - 15 maggio 2026.                                                                                              |
| 3.42                                                                                  | Münster          | 18 aprile 2025    | 3.42 changelog |
| 3.44                                                                                  | Solothurn        | 20 giugno 2025    | 3.44 changelog |
| 4.0                                                                                   |                  | 24 ottobre 2025   | Basato su Qt6 e PyQt6 |
| Vecchia versioneVersione precedente ancora supportataVersione correnteVersione futura |                  |                   | |